# Île San Lorenzo
L'Île San Lorenzo est une île de l'Océan Pacifique située en face des côtes de Callao au Pérou. 
On peut l'apercevoir depuis Lima quand la visibilité est bonne. C'est l'île la plus grande du pays. Elle mesure 8 km de long pour 2,2 km de large, pour une superficie de 17,6 km2. Son point culminant est à 396 mètres (cerro La Mina). 
Elle joua un rôle important à plusieurs époques : vice-royauté du Pérou, indépendance du Pérou et la Guerre hispano-sud-américaine.
Elle servit de base d'opérations à plusieurs pirates britanniques et hollandais qui attaquèrent  Callao, et à la marine espagnole quand elle essayait de reconquérir ses colonies.
L'île est sous la responsabilité de la marine de guerre péruvienne.
C'est aujourd'hui un but d'excursion en bateau depuis le continent, avec la petite île d'El Frontón, qui se trouve à l'est, séparée  par un canal de 800 mètres de large (El Boquerón), et les 4 îlots Palomino.